# 林鑫
林鑫（1951年—2006年3月28日）是台灣的漫畫家，本名林江鑫。國立臺灣師範大學美術系畢業。

## 簡歷
- 林鑫畢業於臺北市立復興高級中學，在高中生涯參加學校的美術社團。1972年考入國立臺灣師範大學美術系就讀，畢業後在臺北市立萬華國民中學擔任教師。
- 在擔任教師期間，林鑫參加了漫畫比賽獲獎，獲畫家李沛引薦到顏文閂擔任總編輯的《自立晚報》畫政治漫畫。之後在《聯合報》等報紙畫了20餘年的新聞評論漫畫（政治漫畫）。1982年起受曾任《聯合報》總編輯黃年引薦到《聯合報》擔任漫畫編輯，早期擔任大家談、萬花筒等專欄配圖，後來專為該報的民意論壇畫新聞評論漫畫。1986年4月18日，獲中華民國漫畫學會推薦與李闡、劉玉瓊、羅聖和等台灣漫畫家到美國訪問一個月，與美國漫畫家進行交流活動。
- 2005年7月，由於久咳不癒，林鑫到台北榮民總醫院接受檢查，發現罹患了非小細胞肺腺癌。2006年2月開始住院治療，但於同年的3月28日病逝。

## 畫風
- 林鑫的漫畫以單幅為主，早年以鋼筆畫漫畫。之後各報紙逐漸有彩色版面，加以電腦繪圖的興起，林鑫亦使用電腦做上色。
- 由於曾擔任教師，因此對於教育及社會福利問題的觀察也畫入漫畫當中，有時會將兩則不相關的新聞事件巧妙融合在一幅漫畫中。

## 外部連結
- 打開林鑫的豐富之旅 （页面存档备份，存于） 林鑫家人所設部落格
- 打開林鑫的豐富之旅[永久] 林鑫家人所設部落格（另站）